# Earl Smith
Earl « Chinna » Smith, également surnommé Earl Flute et Melchezidek the High Priest, est un guitariste jamaïcain de reggae. Il est actif depuis les années 1970 avec les plus grands artistes du genre comme Burning Spear, Augustus Pablo, Bunny Wailer ou encore Pierpoljak et a collaboré à l'enregistrement de plusieurs centaines d'albums de reggae ou de dub.

## Biographie
Toutes les créations de Chinna se retrouvent dans presque la moitié des albums reggae sacrés d’un Grammy Award. « Tout ce que je souhaite, c’est de jouer » déclare Chinna dans une récente interview, « c’est ce que je fais depuis de nombreuses années, mais je continue d’aimer ça chaque jour, encore un peu plus »[réf. nécessaire].
Bien qu’il soit connu pour son travail avec le groupe The Soul Syndicate et en tant qu'ingénieur du son, il compose, écrit (notamment le classique Fade Away de Junior Byles), arrange et produit depuis de nombreuses années. Il maîtrise la basse et la guitare et s'est avéré être une influence profonde dans l’évolution de la musique jamaïcaine, enregistrant avec des artistes tels que Bob Marley, Jimmy Cliff, Peter Tosh, Dennis Brown, Freddie McGregor, Michael Rose, Mighty Diamonds, Black Uhuru, Burning Spear, the Heptones, Pierpoljak ou Sizzla pour n'en nommer que quelques-uns.
Le nom de Chinna apparaît sur plus de 500 albums. Mais cela ne se limite pas qu’au reggae, il a travaillé avec des artistes en tous genres, tels que Lauryn Hill, Ève, Erykah Badu et Joss Stone.
Chinna dit souvent que l’équilibre doit se trouver dans tout. Dans sa vie comme dans sa musique, il est constamment à la recherche de cet équilibre. Il a tourné partout dans le monde avec les grands noms du reggae. Il a également été durant de nombreuses années directeur artistique pour un des groupes lauréats du Grammy Award, Ziggy Marley and the Melody Makers. Bien qu’il ait parcouru l’intégralité du monde, si vous demandez à Chinna quel est son lieu favori, il vous dira qu’il ne préfère aucun autre lieu que sa maison, sa terre, à Kingston en Jamaïque.
Earl Chinna Smith a également œuvré plusieurs années aux côtés de Pierpoljak de 1998 à 2001. Sa propriété, située dans le quartier Half Way Tree, est l'endroit où il décide d’enregistrer Inna De Yard sous le label Makasound durant les années 2000. Cette production de 13 titres composés uniquement de voix, de guitares et de quelques percussions  présente des chansons nées dans les back yards, les arrières cours. C'est un retour aux racines du reggae, tel qu'il a jailli des yards. L’album est également accompagné d’un DVD de 45 minutes contenant des longues jam sessions de Chinna et ses amis dans sa propriété.
En 2017, Smith travaille avec le chanteur, auteur-compositeur et producteur jamaïcain de reggae Emmanuel Anebsa sur son EP Black People.
En 2022, le mouvement InnadeYard Binghistra d'Earl Chinna Smith, Surfing Medicine International 501(c)(3), et les Charles Town Maroons produisent et sortent un album de charité en ligne et en édition limitée de vinyles imprimés par Third Man Pressing, intitulé : Maroon Songs : Born Free, Live Free, Ever Free avec Earl Chinna Smith, Errol Flabba Holt, Tyrone Downie et de nombreux autres artistes Reggae emblématiques et batteurs Maroons.

## Discographie
- 1977 : Sticky Fingers
- 1983 - Dub It
- 2005 - Inna de Yard